# Clarice Mukinda
Clarice Mukinda est une femme politique angolaise. 

## Biographie
Mukinda est licenciée en sciences de l'éducation et en langue française. Elle a travaillé comme professeure de français et, de 2006 à 2011, elle a présidé l'Instituto Desenvolvimento e Democracia (IDD).
Membre de l'Union nationale pour l'indépendance totale de l'Angola (UNITA), elle est élue députée de l'Angola aux élections nationales depuis le 28 septembre 2017,,. Elle anime notamment la commission parlementaire de l'enfance et de l'action sociale.